# Punctonora nigropulvinata
Punctonora nigropulvinata — вид грибів, що належить до монотипового роду Punctonora. Назва вперше опублікована 1997 року в роботі міжнародної команди вчених: нідерландця Андре Аптрута, люксембуржця Пола Дідеріха, бельгійця Еммануеля Серусо та німця Гаррі Сіпмана.